# お楽しみCD
『お楽しみCD』（おたのしみCD）は、ウエストサイドから発売されていたパソコンソフトのシリーズ。

## 概要
パソコンで読むというCD-ROMのマガジン。1995年に第1号が発売される。2012年10月12日に第100号が発売される。第100号は記念号で特別付録が付く。2018年12月の『お楽しみCD137』まで発売された。
ゲームソフトの静止画や動画や音声データの再生や変換や編集するツールが収録されていた。ゲームソフトのパラメータを最大にするユーティリティが収録されていた。
『お楽しみCD』には、『お楽しみCD』の他に『お楽しみCDボーナスパック』と『お楽しみCDボーナスパックプレミアム』があった。
『お楽しみCDボーナスパック』は複数の『お楽しみCD』が収録されているという製品であった。
『お楽しみCDボーナスパックプレミアム』は何千タイトルもののゲームソフトのユーティリティを収録したDVD-ROMであった。パソコンだけでなくPlayStationやニンテンドーDSのゲームソフトのユーティリティも収録されていた。